# Pecari
П́екарі (Pecari) — рід ссавців родини Таясових. Рід був монотиповим до опису Pecari maximus в 2007 році.